# Pilgerweg Loccum–Volkenroda

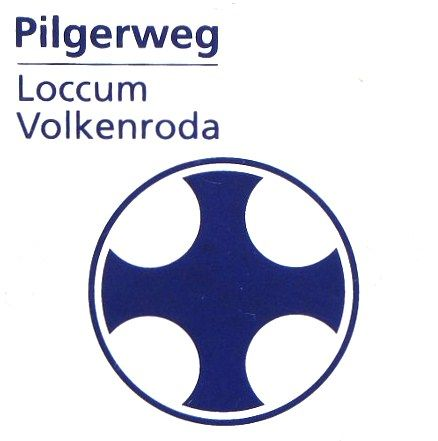
Offizielles Zeichen

Der Pilgerweg Loccum–Volkenroda ist ein in Trägerschaft des Hauses kirchlicher Dienste der Evangelisch-lutherischen Landeskirche Hannovers eingerichteter Pilgerweg zwischen dem Kloster Loccum und dem Kloster Volkenroda.

## Geschichte
Die Gründung des Weges erfolgte 2005. Start- und Zielort sind insofern bereits seit dem Hochmittelalter miteinander verbunden, als Loccum eine Tochtergründung Volkenrodas ist. Betreut wird der Pilgerweg vom Arbeitsfeld Pilger- und Besinnungswege im Haus kirchlicher Dienste Hannover.

## Verlauf und Beschreibung
Der Pilgerweg ist durch das Loccumer Zisterzienserkreuz markiert und kennt neben den Tagesstartpunkten und den Tageszielen auch markierte Zwischenstationen, meistens Kirchen, auf den Etappen. Der Hauptweg ist rund 290 Kilometer lang und wird standardmäßig in 18 Tagesetappen begangen. Rund drei Viertel der Strecke führen durch Niedersachsen, rund ein Viertel durch Thüringen. Schleifenrouten führen auch durch Hessen und Nordrhein-Westfalen. Da der Weg durch eine historisch zentral gelegene und daher reich mit Stätten christlichen Gedenkens ausgestattete Gegend führt, können von mehreren Stationen aus Alternativrouten oder Wegschleifen begangen werden. Die Wegführung wurde so gewählt, dass sie sowohl für Wanderer als auch für Radpilger geeignet ist. Der Weg weist nur mäßige Steigungen auf, da er durch eine harmonische Mittelgebirgslandschaft führt.
| Etappen      | Etappenlänge | Wegstationen in der Reihenfolge des Erreichens                                                             |
| Hauptweg     | Hauptweg     | Hauptweg                                                                                                   |
| ------------ | ------------ | --- |
| Etappe 1     | ca. 21 km    | Kloster Loccum – Pollhagen – Stadthagen                                                                    |
| Etappe 2     | ca. 19 km    | Stadthagen – Kathrinhagen – Rehren                                                                         |
| Etappe 3     | ca. 16 km    | Rehren – Rannenberg – Rohdental – Segelhorst – Hessisch Oldendorf – Krückeberg – Weibeck – Stift Fischbeck |
| Etappe 4     | ca. 11 km    | Stift Fischbeck – Hameln                                                                                   |
| Etappe 5a    | ca. 13 km    | Hameln – Tündern – Hagenohsen – Grohnde                                                                    |
| Etappe 6a    | ca. 13 km    | Grohnde – Hajen – Daspe – Bodenwerder                                                                      |
| Etappe 5b    | ca. 17 km    | Hameln – Klein Berkel – Ohr – Hämelschenburg – Lüntorf                                                     |
| Etappe 6b    | ca. 15 km    | Lüntorf – Hehlen – Kemnade – Bodenwerder                                                                   |
| Etappe 7     | ca. 12 km    | Bodenwerder – Linse / Buchhagen – Kirchbrak                                                                |
| Etappe 8     | ca. 11 km    | Kirchbrak – Holenberg – Kloster Amelungsborn                                                               |
| Etappe 9     | ca. 22 km    | Kloster Amelungsborn – Stadtoldendorf – Deensen – Schorborn – Schießhaus – Silberborn                      |
| Etappe 10a   | ca. 19 km    | Silberborn – Neuhaus im Solling – Uslar                                                                    |
| Etappe 11a   | ca. 20 km    | Uslar – Vernawahlshausen – Arenborn – Heisebeck – Fürstenhagen – Kloster Bursfelde                         |
| Etappe 10b   | ca. 14 km    | Silberborn – Neuhaus im Solling – Schönhagen                                                               |
| Etappe 11b   | ca. 20 km    | Schönhagen – Vernawahlshausen – Kloster Lippoldsberg                                                       |
| Etappe 12b   | ca. 16 km    | Kloster Lippoldsberg – Gieselwerder – Oedelsheim – Kloster Bursfelde                                       |
| Etappe 13    | ca. 14 km    | Kloster Bursfelde – Löwenhagen – Dransfeld                                                                 |
| Etappe 14    | ca. 22 km    | Dransfeld – Hoher Hagen – Jühnde – Klostergut Mariengarten – Klein Schneen – Friedland                     |
| Etappe 15    | ca. 21 km    | Friedland – Reiffenhausen – Rustenfelde – Steinheuterode – Rengelrode – Heilbad Heiligenstadt              |
| Etappe 16a   | ca. 23 km    | Heiligenstadt – Geisleden – Heuthen – Kefferhausen – Dingelstädt                                           |
| Etappe 17a   | ca. 22 km    | Dingelstädt – Silberhausen – Helmsdorf – Horsmar – Dachrieden – Reiser – Mühlhausen                        |
| Etappe 16b   | ca. 18 km    | Heilbad Heiligenstadt – Kallmerode – Beinrode                                                              |
| Etappe 17b   | ca. 32 km    | Beinrode – Birkungen – Reifenstein – Silberhausen – Helmsdorf – Horsmar – Dachrieden – Reiser – Mühlhausen |
| Etappe 18    | ca. 15 km    | Mühlhausen – Kleingrabe – Kloster Volkenroda                                                               |
| Nebenweg I   |              | |
| Etappe 1     | ca. 23 km    | Kloster Loccum – Münchehagen – Bad Rehburg – Bergkirchen – Düdinghausen – Hagenburg – Steinhude            |
| Etappe 2     | ca. 23 km    | Steinhude – Großenheidorn – Poggenhagen – Neustadt am Rübenberge – Kloster Mariensee                       |
| Etappe 3     | ca. 21 km    | Kloster Mariensee – Eilvese – Mardorf                                                                      |
| Etappe 4     | ca. 15 km    | Mardorf – Kloster Loccum                                                                                   |
| Nebenweg II  |              | |
| Etappe 1     | ca. 24 km    | Hessisch Oldendorf – Segelhorst – Steinbergen – Rinteln                                                    |
| Etappe 2     | ca. 10 km    | Rinteln – Kloster Möllenbeck – Rinteln                                                                     |
| Etappe 3     | ca. 22 km    | Rinteln – Hohenrode – Klein Hesslingen – Fuhlen – Hessisch Oldendorf                                       |
| Nebenweg III |              | |
| Etappe 1     | ca. 29 km    | Mühlhausen – Ammern – Reiser – Dachreiden – Horsmar – Zella – Bickenriede – Kloster Anrode – Küllstedt     |
| Etappe 2     | ca. 22 km    | Küllstedt – Effelder – Großbartloff – Geismar – Kloster Hülfensberg                                        |
| Etappe 3     | ca. 11 km    | Kloster Hülfensberg – Lengenfeld unterm Stein – Kloster Zella                                              |
| Etappe 4     | ca. 17 km    | Kloster Zella – Struth – Eigenrieden – Mühlhausen                                                          |

## Bilder vom Rande des Pilgerweges

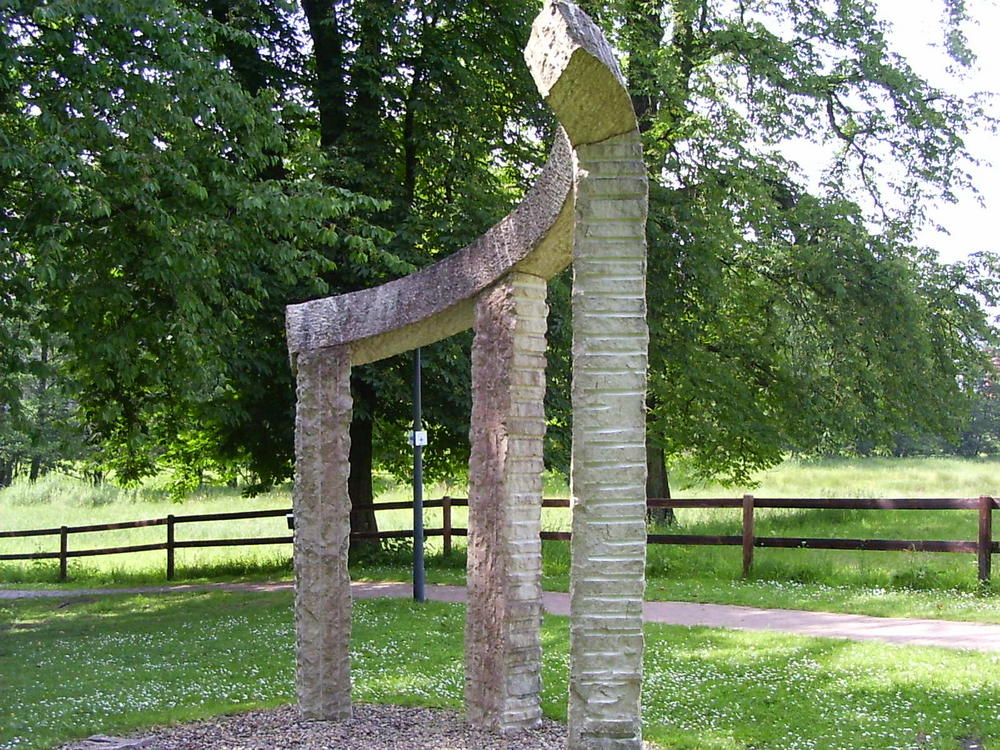
Halbes Pilgerdenkmal in Loccum
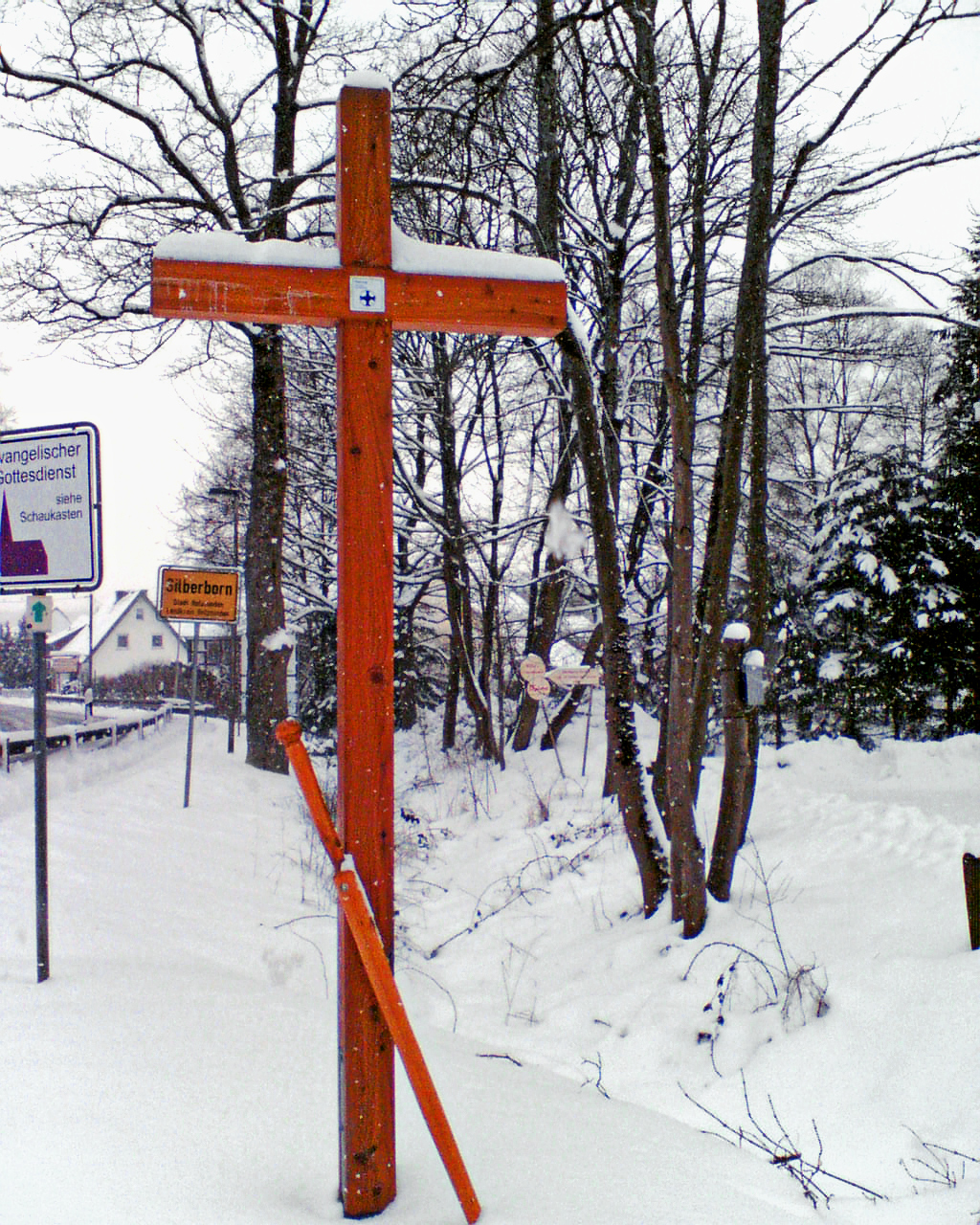
Pilgerstab und Kreuz bei Silberborn
Halbes Pilgerdenkmal in Volkenroda
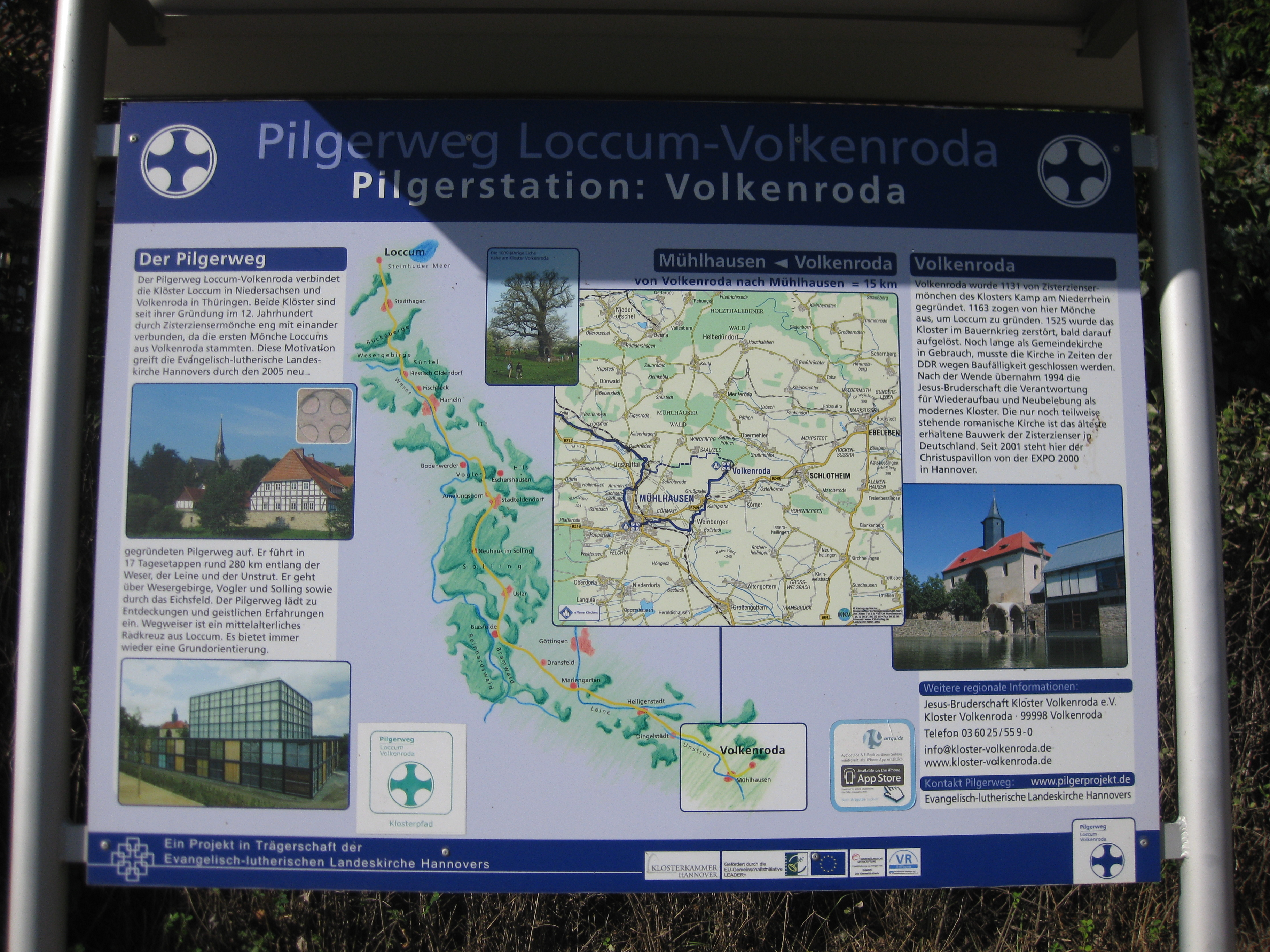
Hinweistafel des Pilgerweges in Volkenroda
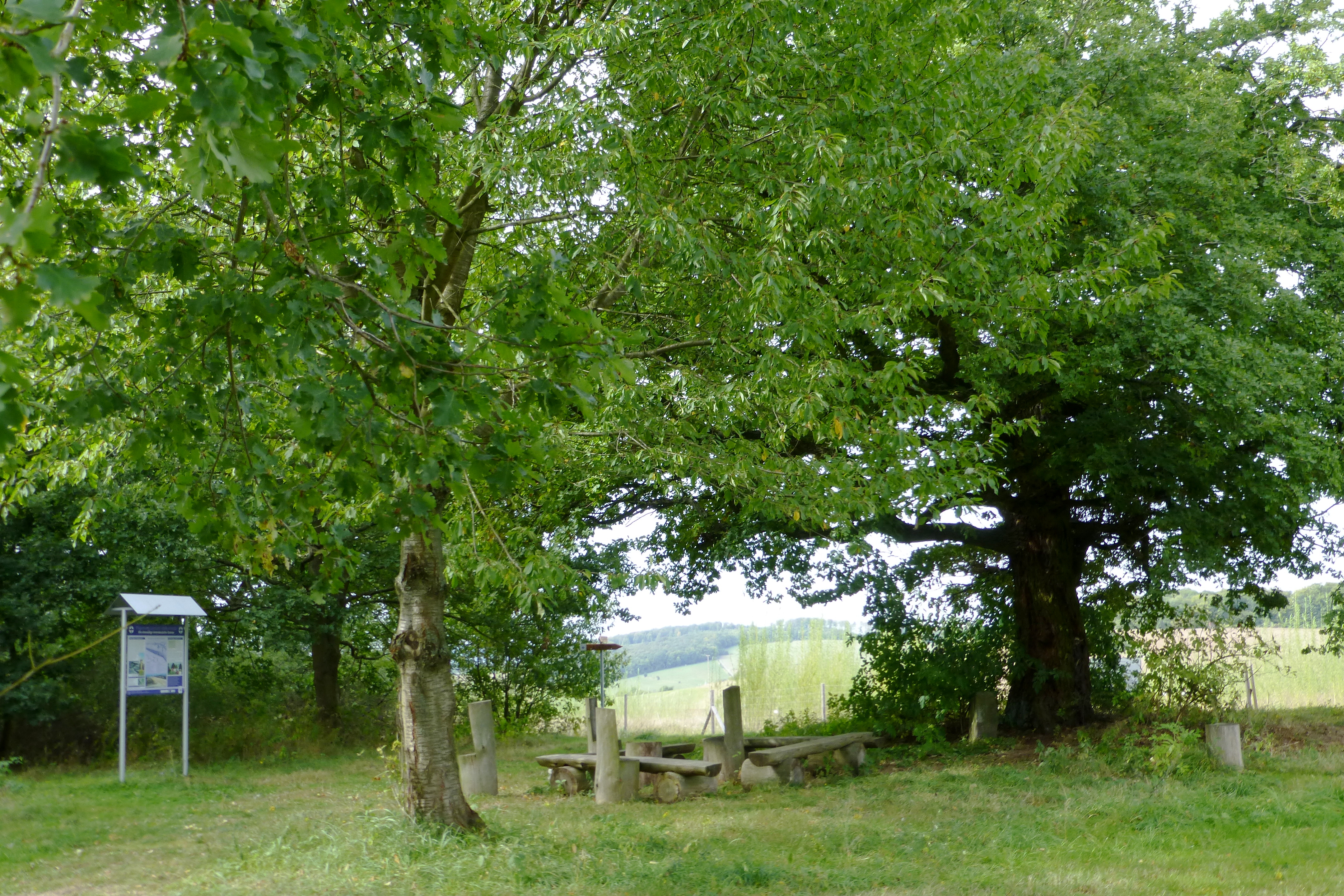
Querung der Landesgrenze mit Rastplatz und Hinweistafel